# NGC 3179
NGC 3179 je galaksija u zviježđu Velikom medvjedu.

## Vanjske poveznice
- SEDS: NGC 3179